# Museo del santuario arcivescovile della Beata Vergine dei Miracoli di Corbetta
Il Museo del santuario arcivescovile della Beata Vergine dei Miracoli di Corbetta o più impropriamente Museo delle Camere di San Carlo è un museo del comune di Corbetta (MI) ospitato nel locale santuario mariano e visitabile su prenotazione.

## Storia
Verso la metà dell'Ottocento il rettore del Santuario, don Carlo Chierichetti, storiografo locale e canonico della collegiata, si preoccupò di riordinare e restaurare le antichità contenute nelle sale della rettoria che facevano parte del patrimonio artistico e culturale collezionato dal santuario di Corbetta nel corso dei secoli.
Gli oggetti furono catalogati ed esposti in un primo momento negli ambienti antichi della rettoria e solo a partire dagli anni '30 vennero posti nelle stanze superiori del chiostro annesso al santuario. Il museo venne concepito come un percorso sull'esperienza spirituale e pastorale di san Carlo Borromeo a Corbetta e nella sua pieve. Il nuovo assetto museale venne inaugurato dal card. Alfredo Ildefonso Schuster in occasione della sua visita nel 1938 per ripercorrere il pellegrinaggio verso la Sacra Sindone compiuto dal Borromeo 360 anni prima. Fondamentale in questa fase risultò il lascito in mobili ed oggetti elargito del conte Gottardo Frisiani, la cui famiglia aveva ospitato san Carlo durante le sue numerose visite a Corbetta.
Nel 2010, in occasione del quarto centenario della canonizzazione di san Carlo Borromeo, il museo è stato completamento rinnovato per una migliore fruizione al pubblico e sono state organizzate le prime visite guidate. La nuova inaugurazione ha avuto luogo il 26 aprile 2010 ad opera del vescovo Marco Virgilio Ferrari, vicario episcopale dell'arcidiocesi di Milano. Il museo è stato ristrutturato come un percorso di pellegrinaggio che illustri la storia della religione a Corbetta e il suo santuario, dalla data dell'apparizione miracolosa della Madonna che sarebbe avvenuta nel 1555.

## Il museo

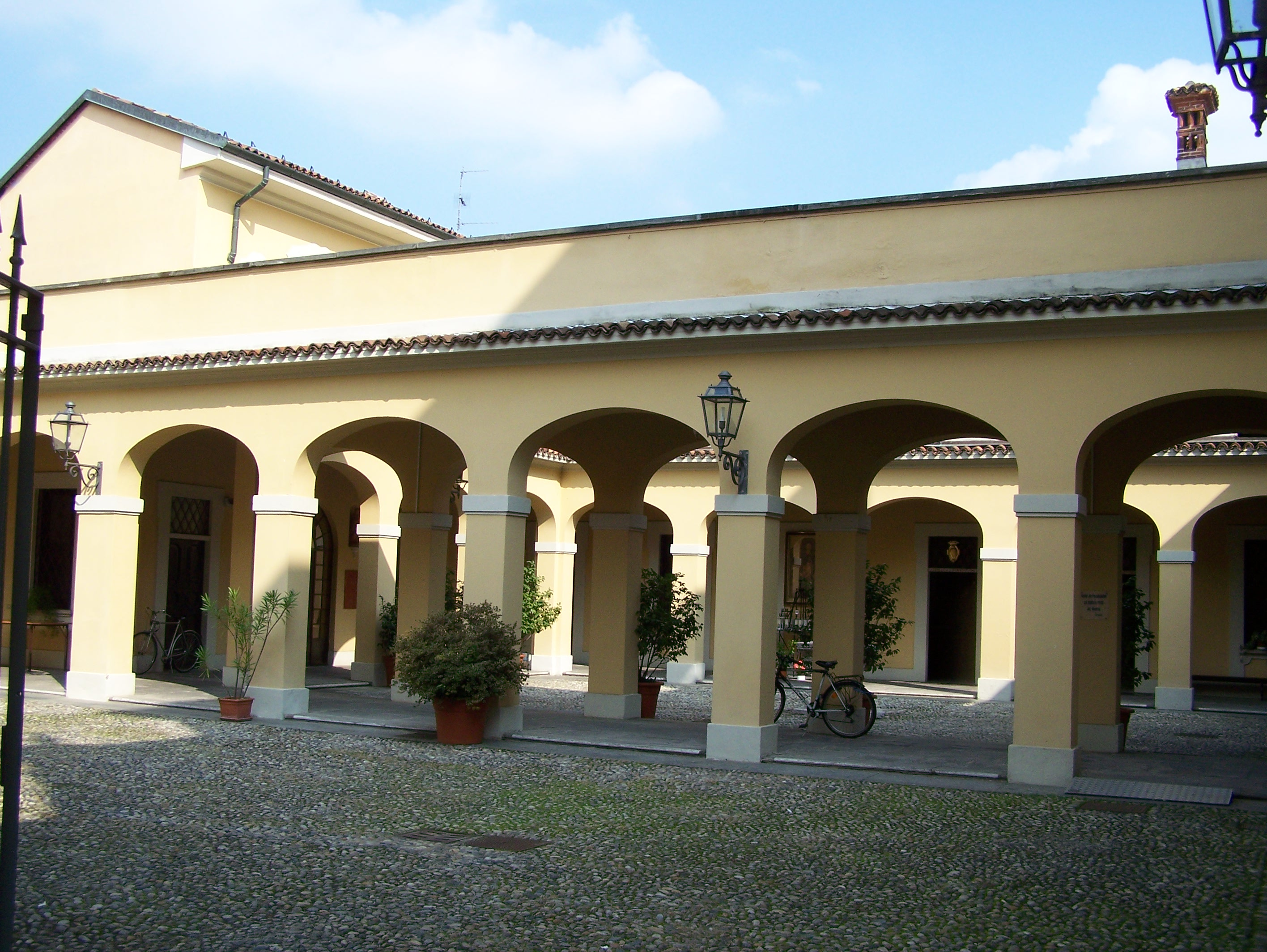
La parte inferiore del chiostro del santuario di Corbetta. Nella parte superiore ha sede il museo

Il museo è oggi costituito da pitture di arte sacra e da oggetti preziosi donati come ex voto, raccolti nella cappella delle Benedizioni, nel secondo cortile interno al chiostro.
Nella parte superiore, è inoltre esposta la "Bolla del Perdono", di papa Pio IV (1562) che concedeva l'indulgenza plenaria a quanti avessero visitato il santuario di Corbetta nel giorno del giovedì dopo Pasqua.
Vi si conservano inoltre una serie di arredi della chiesa, tra cui diversi paliotti in fili d'oro e pietre preziose, o intessute in seta, realizzate per l'altare maggiore della chiesa inferiore di San Nicolao o per le cappelle devozionali, e vasellame liturgico in oro ed argento. Una sezione particolare raccoglie anche una serie di vesti liturgiche, pianeti, piviali e stole, settecentesche ed ottocentesche. Qui si trova anche un prezioso calice donato dal cardinale Alfredo Ildefonso Schuster in occasione della sua visita pastorale alla pieve di Corbetta avvenuta il 5 maggio 1938 in occasione del suo pellegrinaggio alla Sacra Sindone sulle orme del Borromeo. 
La cornice degli ambienti è inoltre costituita da una vasta collezione di mobili d'epoca che si possono riscontrare in maniera copiosa anche nei vecchi appartamenti di residenza del rettore.

### Le camere di San Carlo

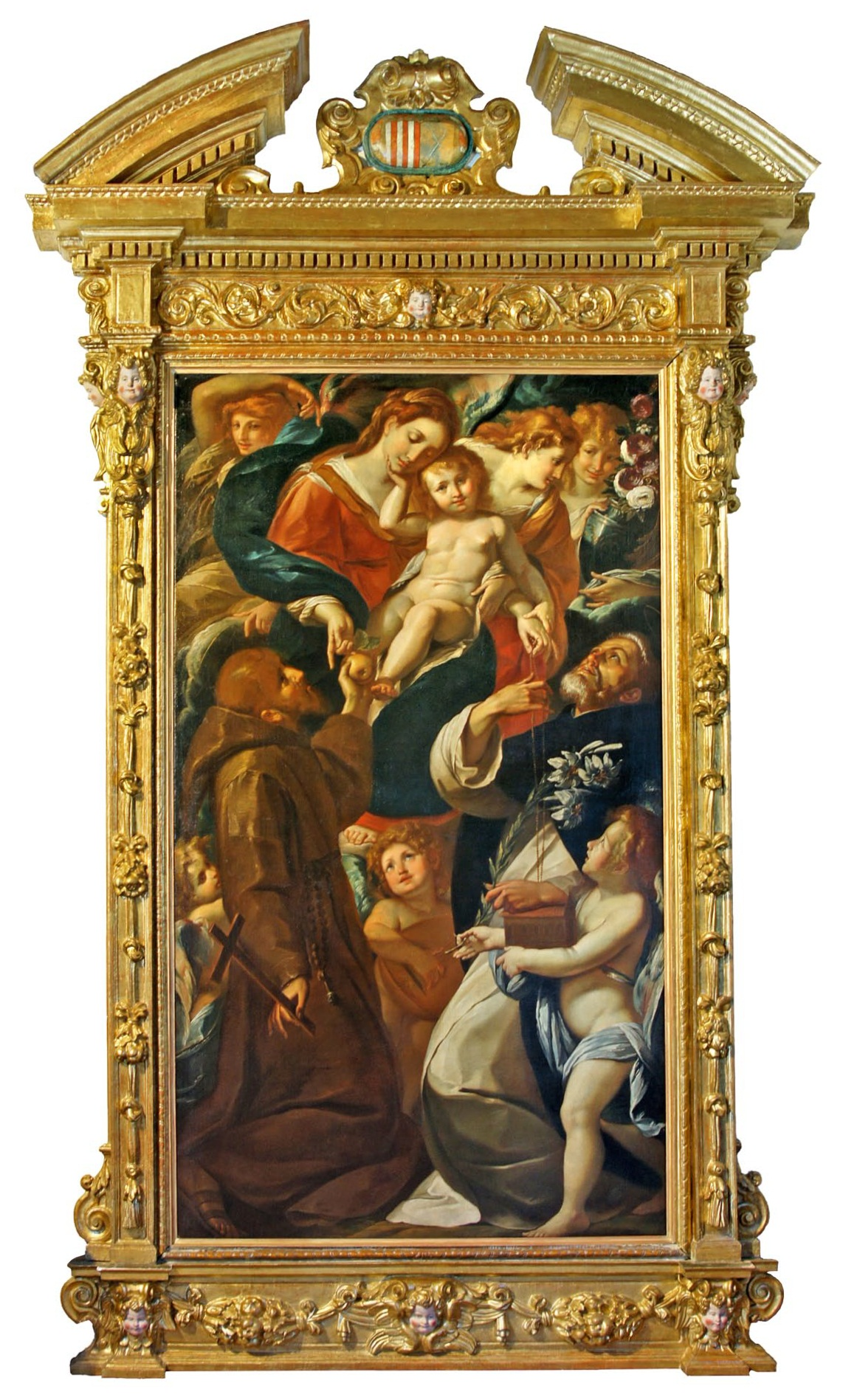
Madonna del Rosario di Giulio Cesare Procaccini, l'opera più famosa del museo corbettese

Nella sezione del museo detta le "Camere di San Carlo" sono conservati una serie di cimeli tradizionalmente ritenuti appartenenti a San Carlo Borromeo, tra i quali spiccano un letto a baldacchino cinquecentesco (un tempo conservato nella Villa Frisiani Mereghetti) dove il santo avrebbe dormito in occasione della sua visita pastorale del 1578, oltre ad una berretta cardinalizia e ad alcuni autografi, esposti assieme a quelli di altri capi della chiesa milanese che visitarono il santuario, come Alfredo Ildefonso Schuster o Giovanni Battista Montini.
In tempi più recenti l'anticamera delle "camere di San Carlo" è stata dedicata all'arcivescovo Montini e ripercorre fotograficamente la sua vita e la sua visita a Corbetta, avvalendosi anche dell'esposizione di una veste utilizzata dal cardinale una volta divenuto pontefice col nome di Paolo VI.
Nel 2010 in occasione del quarto centenario della canonizzazione di san Carlo Borromeo, le stanze sono state completamente restaurate per una migliore fruizione al pubblico ed è stato organizzato un primo sistema di visite guidate.
Presso la camera di San Carlo si trova inoltre una preziosa Madonna del Rosario di Giulio Cesare Procaccini.
Nel 2015, in occasione dell'anno paolino, una parte del museo è dedicata alla figura di Paolo VI con l'esposizione permanente degli abiti liturgici da lui utilizzati durante la cerimonia d'incoronazione della Madonna di Corbetta come patrona di zona nel 1955.

## Le opere principali
Lista in ordine alfabetico, per cognome dell'autore, delle principali opere presenti nella collezione del museo.
Pietro Paolo Abbati il Vecchio
- Crocifissione

Mosè Bianchi da Mairago
- Quattro Evangelisti
- Padre Eterno

Carlo Francesco Nuvolone
- Madonna con Bambino

Giulio Cesare Procaccini
- Madonna del Rosario con Bambino, San Francesco, San Domenico e angeli

Carlo Preda
- Sant'Antonio da Padova

Agostino Santagostino (attr.)
- Ritratto di gentiluomo (forse Antonio Frisiani)

## Le reliquie

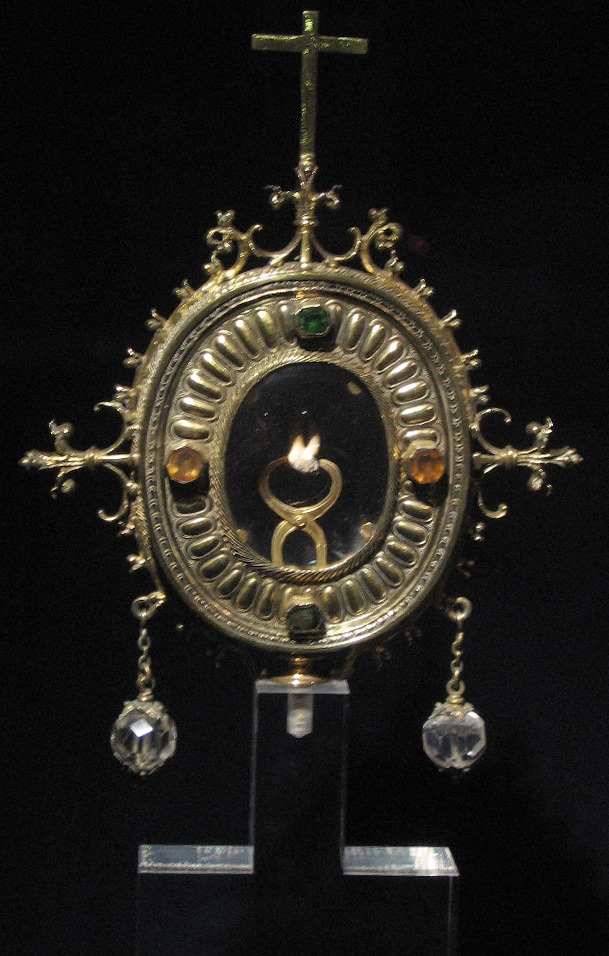
Reliquiario con un dente di Santa Apollonia

Presso il santuario numerose sono anche le reliquie, donate nel corso dei secoli da privati e da istituzioni religiose. Catalogate e registrate ufficialmente nel Settecento, sono conservate in reliquiari di differenti epoche e fatture. Esse sono: una Sacra Spina, un frammento del cilicio della beata Clara Agolanti, un frammento della veste della Madonna, un osso di santa Margherita di Antiochia, un osso di san Francesco di Sales, un frammento della tunica di sant'Ambrogio, un frammento del velo della Madonna di Loreto, un capello di santa Laura di Cordova, un frammento della veste di san Giuseppe, ossa di san Donato, santa Teresa d'Avila, san Maurizio, santa Lucia, santa Savina, san Bassiano, san Luigi Gonzaga, san Fermo, san Prudenzio di Troyes, Sant'Urbano I papa, santa Colomba, santa Maria egiziaca, polvere d'ossa di san Nicola di Bari, sant'Antonio Abate, san Carlo Borromeo. Oltre a queste si conserva anche un dente di san Mona (donato dal capitolo del duomo di Milano nel 1652), un dente di sant'Apollonia, un capo, una tibia e un femore di una delle undicimila vergini compagne di sant'Orsola. Una delle ultime reliquie ad essere giunte al santuario è una stola appartenuta al venerabile Luigi Maria Olivares, presbitero nato a Corbetta e divenuto successivamente vescovo di Sutri e Nepi, donata dal nipote, l'arcivescovo Alberto Castelli ed un abito completo appartenuto al medesimo venerabile, oltre ad una reliquia di papa Giovanni Paolo II. Il museo accoglie delle reliquie uniche ex vestibus del pontefice San Paolo VI che occupano un'intera sala del complesso, comprendenti una serie di abiti utilizzati a Corbetta in occasione dell'incoronazione della Madonna di Corbetta nel 1955 e un abito talare pontificio donato dallo stesso Montini, divenuto ormai pontefice, nel 20º anniversario della sua visita a Corbetta, donato tramite il suo segretario, mons. Pasquale Macchi.